# 沈山铁路
沈阳－山海关铁路（簡稱瀋山鐵路）全长427.8公里，是沟通中国东北地区和华北地区的重要铁路线。线路大部分区间位于辽宁省，途经秦皇岛市、锦州市、葫芦岛市和沈阳市。目前本线主要承担货运业务，而客运业务由大致平行的京哈铁路秦沈段与本线分担。

## 历史

### 前身
沈阳－山海关铁路的历史可以追溯到19世纪末和20世纪初。由于日本开始向朝鲜半岛扩张，沙俄开始修建西伯利亞鐵路，为加强对东北地区的控制，清廷要求李鸿章“妥筹”关东铁路。1890年11月，李鸿章在结束了现场勘测后，向清廷建议从古冶继续向东修建至盛京、吉林的铁路，后得到海军衙门的同意。第二次勘测结束后，新路的走向被确定为出山海关，经锦州、新民至沈阳，再到吉林。新线的计划在1891年3月13日获批。
然而，关东铁路的修建却是一波三折。由于甲午战争和八国联军之役，铁路的建造被多次打断；至1900年末八国联军入侵前，铁路修建到了大虎山；在沙俄驻军撤离辽西后，线路修建至新民。随后，俄军却拒绝执行随后的撤军计划，这引发了日方的不满，并最终引发了日俄战争；在战争中，日军不顾中方的抗议，在交战区外的新民至皇姑屯之间修建了一条轻便铁路（即新民－奉天铁路，簡稱新奉鐵路），直到战争结束后的1907年4月才以166万日元的价格卖给清廷。为使线路延长至沈阳城区，中方还让渡了南满铁路大石桥－营口支线的所有权，并在补偿了日方2.4万日元后才得以将铁路下穿南满铁路，并延长至小西门下的辽宁总站和南满铁路上的奉天驿。

### 日占时期
九一八事变后，1932年1月7日，满洲国在日本的支持下，强行控制了北平－奉天鐵路（簡稱平奉鐵路）关外段，将其由奉山铁路局（后更名为锦州铁路局）管辖，并改名为奉天－山海关铁路（簡稱奉山鐵路）。而关内段则改称北平－山海關鐵路（簡稱平山鐵路）。随后，所有本线的客车都改为以奉天驿为始发站。
由于本线的重要性，满洲国在接管了本线后，便将其划为“干线”；为提高本线的运输能力，满方还修建了多条联络线，包括1938年新建的“奉天南回线”：从奉天站经揽军屯、于洪至裕国，同时建成的还有揽军屯站至浑河站的浑揽联络线，使得南满铁路和奉山铁路实现多方向互联互通。南回线开通后被变为奉山正线，原辽宁总站经皇姑屯、大成至裕国的线路改名为沈山北道。太平洋战争爆发后，满方将本线的大部分区间上增建了复线:29,98。

### 国共内战时期
国共内战期间，线路损毁严重；中共控制了东北地区后，便着手修复线路，先修复全线的单线，后修复复线的部分；锦州至山海关区间在1948年12月便恢复了单线通车，沈阳至锦州段也在1949年6月恢复单线通行，而全线的复线直到1954年底才完成修复:29。

### 中华人民共和国时期
为减少铁路对沈阳市内交通的影响，提升沈阳北站的客运能力，从1953年起，沈阳北站就被列入了沈阳枢纽的改造计划中。1988年6月25日，沈阳北站老站房退出服务，连接老站房的铁路也随之停用；2年后的12月22日，新沈阳北站在老车站以北100米的新址投入服务。
为了满足出入山海关的客运需求，1997年至2001年间，沈山铁路上增加了多对客运列车，同时减少了一些货运列车；在“大提速”过程中，沈山铁路还建成了复线、加装了自动闭塞，运能得以扩大。到2003年，全线的最高速度为130公里/小时，但是全线仍有近1/4的区间运行速度不足120公里/小时，还有11处位置的速度不足100公里/小时。
作为既有线，进一步的提速改造会涉及到铁轨、桥隧、弯道等部分，而这些改造必然会限制区间的通过能力和运行速度，这将进一步压缩本就紧张的运输能力；因此，铁路机构在规划沟通关内外的铁路通道时，选择了新建一条大致平行的线路，这条线路便是被称为“世纪婴儿”的秦沈客运专线。在这条新线路开通后，原先在本线运行的直达、特快和快速列车都转移到了新线路上运行，而普快、普通客车和货车则继续留在本线上运行。

#### 日常维护
受2012年台风“达维”影响，辽宁地区从8月2日开始出现持续强降雨，导致本线和沈大线、沈丹线遭遇严重水害而中断，200余趟旅客列车晚点和停运；其中在8月4日5时28分左右，本线山海关站至万家屯站间多处路基边坡溜塌。为抢修铁路，沈阳局山海关工务段1000余名干部职工修复加固62处被大水毁坏的线路边坡和桥梁桥头护堆。同时，沈阳铁路局也向滞留的旅客发放饮用水和食品，并为9万名旅客办理全额退票。在铁路工人的连夜抢修下，中断行车的沈大、沈山、沈丹铁路已于8月6日12时恢复通车。
2017年3月至6月间，由于沈山铁路正在施工，3对快速列车和2对普速列车停运。
2019年3月，沈阳铁路局开始对沈山铁路展开年度大修，在上行兴城－山海关区间和下行兴城－兴隆店区间进行换轨和道碴清理工作，计划完成清筛150公里、换轨150公里和人工换枕40公里。此次大修由沈阳局成立领导小组，沈阳工务机械段、锦州工务段、山海关工务段等单位参与，共投入清筛机、捣固车、移动焊轨车等大型养路机械70余台，轨道车、长轨运输车16台列。
2019年5月，锦州电务段对沈山铁路上的道岔展开了大修。

## 技术改造

### 复线建设
太平洋战争爆发后，满洲国开始增建复线；至日本投降时，仅有30公里的区间未建成复线；另外，满方还在沈阳站和浑河站间修建了第三线:29。国共内战爆发后，全线遭到严重破坏。在中共控制了东北地区后，线路才得到修复；至1949年6月，沈阳－兴隆店区间修复，1950年1月，兴隆店－新民区间修复，1954年11月，新民－山海关区间修复:29。

### 电气化
沈山铁路的电气化改造工程西起山海关枢纽，经过山海关至沈阳区间，东至沈阳枢纽。2005年7月，中铁电气化局组建沈山线铁路电气化改造工程指挥部，并于8月1日开工。工程共架设接触网1543条公里，新建牵引变电所9座、改造2座，设开闭所3座、分区所10座，房屋总建筑面积2万平方米。电气化设备于2007年8月1日投入运营。

### 信号改造
2010年8月25日，中国自动化集团旗下的北京交大微联科技完成了全线信号系统的改造。

### 立交化
为解决沈阳市内“铁路分割城市”的问题，从1998年以来，沈阳市规划设计研究院提供了23个跨铁路线立交桥的方案，其中16座已经建成；在建成的立交桥中，跨越沈山铁路的有13座。这些立交桥极大地改善了沈阳市内的交通情况。

## 支线及联络线
| 名称       | 位置             | 起始车站                           | 长度（公里） | 备注 |
| ---------- | ---------------- | ---------------------------------- | ------------ | --- |
| 南票铁路   | 葫芦岛市、锦州市 | 女儿河站、南票站                   | 30.2         | 1952年，在辽西省人民政府投资下，女儿河至何三家的4.9公里通车。1959年何三家至南票段修复，并于同年10月1日通车。:94-95 |
| 沟海铁路   | 锦州市           | 沟帮子站、海城站                   | 101.7        | |
| 营榆铁路   | 锦州市、营口市   | 沟帮子站、营口北部                 |              | 又名沟营铁路，因其位于辽河北岸而俗称河北铁路。该铁路于1900年3月建成，在国共内战期间被拆除。线路在拆除前为單線鐵路，长90公里，从沟帮子分岔向东，途经大洼、田庄台，最后到达营口市内的辽河北岸。该线由詹天佑主持修建:27。 由于铁路连接了营口和京奉铁路主线，不少居民会选择乘坐“辽东小火轮”来往辽河的南北两岸，再通过该铁路来往营口和山海关。这样的路线相比起通过南满铁路到达奉天，再转乘京奉铁路的列车入关要更加快捷，因此营榆铁路的运输一直比较兴旺：铁路沿线曾设有30个道房，最多时雇员达到了400人；线路上既有货运列车，也有客运列车，有时还有客货混装列车。 日俄战争后，该线路由日方控制。九一八事變后，日方收回了铁路权，沿铁路设关卡，并开始运输军需物资。 1943年8月，日方命令当地民工拆除了营口至大洼段；国共内战期间，大洼至沟帮子一段也被拆除。之后，在铁路剩下的地基上，一条连接沟帮子和营口北岸的公路建成。 |
| 葫芦岛铁路 | 葫芦岛市         | 葫芦岛站、葫芦岛港                 | 13.4         | 1908年，时任東三省總督徐世昌为抗衡日本控制下的大連港，提出在葫芦岛修建新港口，以及方便运输的铁路。于是，葫芦岛铁路在1910年1月开工，1911年8月完工。 |
| 于虎铁路   | 沈阳市           | 于洪站、虎石台站                   | 22.8         | 沈山铁路和沈大铁路间的联络线。作为裕国编组站的配套工程之一，该线于1958年10月开工，到1962年4月停工时，全线的路基和桥涵已完成；后线路在1966年7月至12月间竣工。1983年至1984年間，该线还建成了复线。:90-91 |
| 大于联络线 | 沈阳市           | 大成站、于洪站                     | 4.6          | 1944年6月建成，以方便沈山南线与北线间列车的调度。 |
| 浑揽联络线 | 沈阳市           | 浑河站、揽军屯站                   | 2.1          | 沈大铁路和沈山铁路的联络线。修建于1938年5月至8月间，使列车（尤其是货车）可以在不经过沈阳站的情况下来往于两线。:100-101 |
| 沈山南线   | 沈阳市           | 裕国站、沈阳站                     |              | 1938年由满洲国方面修建。线路从裕国站出发，经于洪站、揽军屯站后接入沈阳站。建成后，此区间就一直是沈山铁路的主线。 |
| 沈山北线   | 沈阳市           | 沈阳北站、裕国站                   | 11.3         | 该线原为京奉铁路的正线，经过裕国站、大成站、皇姑屯站和沈阳北站；在1938年，南滿洲鐵道修建了奉天南回线后，此区间在里程表上变成了支线:97。 |
| 北皇联络线 | 沈阳市           | 辽宁总站旧址、 皇姑屯站、 沈阳北站 | 2.7          | 于1911年，为连接皇姑屯站和原辽宁总站而建成。为此，中方放弃了营口支线的所有权，补偿了满铁2.4万日元，以换取日方同意下穿南满铁路的方案。1928年，张作霖的专列在行驶到南满铁路跨京奉铁路的“三洞桥”附近被炸弹炸毁，张在几天后不治身亡。1988年，该联络线与原辽宁总站一同停用，后接入1990年建成的沈阳北新客站 |
| 沈北联络线 | 沈阳市           | 奉天驿、辽宁总站旧址               | 3.5          | 与北皇联络线同步建成，使列车能来往于南满铁路和辽宁总站。此联络线已与辽宁总站一同停用。 |

## 车站
本线的主要客运站有山海关站、葫芦岛站、锦州站、沈阳北站和沈阳站，货运站和编组站有山海关站和裕国站。

## 桥隧
本线上主要的桥梁有辽河大桥、大凌河桥、第四柳河桥和六股河桥:第三章 桥梁隧道。

## 运营
2003年时，来往山海关和沈阳北之间的特快、快速和普快列车分别需用时225、246和290分钟。

## 事故
- 1959年7月22日，沈阳站开往北京站的12次直通旅客快车在辽宁省绥中县前卫镇遭洪水包围遇险受阻，洪水淹没车轮。在列车临时党支部的带领下，列车向高地撤退。此后3个昼夜，列车断粮断水，乘务员在水中打捞粮食充饥，直到地面救援人员发现。7月25日，列车安全返回沈阳。在此过程中，列车不仅保护了全车612名旅客的生命安全，还接纳营救了350余名沿途受灾群众。8月13日，“铁道部一号奖状”把建国后铁路系统的最高荣誉授予12次列车[25][26][27]。
- 1982年5月28日，济南站开往佳木斯站的193次直通旅客快车在沈山铁路兴隆店站上顛覆，造成2台双机重联牵引193次列车的东方红1型内燃机车、7辆客车脱轨顛覆，当场死亡3人、重伤20人、轻伤127人；东方红1型柴油机车报废1台、大破1台；客车报废4辆、大破3辆、小破2辆、守车报废1辆，破坏线路600米、道岔两组、各种轨枕666根，报废电动转撤机3台、调车信号机3架，沈山铁路下行中断行车19小时45分，直接经济损失171万余元人民币[28][29][30]。
- 1984年5月14日，济宁站开往三棵树站的117次直通旅客列车运行到沈山铁路方家站至大红旗站区间段时，7号车厢突然起火，并且很快波及6号和8号车厢，12时45分，列车实施紧急制动停车，随后当地的军队和平民百姓赶来火灾现场奋不顾身的救火，经过将近50分钟的扑救，117次列车的大火终于被完全扑灭，此次事故造成6名乘客被烧死，22名乘客被烧伤，6号和7号车厢被烧报废，8号车厢被烧成小破，沈山铁路下行正线中断运行1小时14分钟，构成一起旅客列车火灾重大事故[31]。
- 2003年6月15日晚上，一列货车在于洪站北200米处发生事故，造成其中5节空载油罐车厢和一节普通货车车厢脱轨。事故造成铁路运输中断，但未出现人员伤亡。[32]
- 2014年5月12日，沈阳铁路局沈阳机务段的东风11型0066号机车，牵引由齐齐哈尔站开往北京站的T40次列车经由沈山铁路运行，当列车运行至塔山站时，因为人为破坏，造成东风11型0066号机车的车钩脱落致机车与车厢分离，构成客车分离一般C类事故[33]。
- 2018年4月28日晚上23:45，在葫芦岛站东约1公里处，一辆超高的货车将铁路桥10米T梁撞偏约50厘米，致使沈山铁路往山海关方向线路无法正常通车。经过中铁上海工程局抢修6小时后，铁路于29日5:55恢复通车。[34]

## 注解
1. ↑  山海关-锦州区间在1997年每日有45对客车，62对货车，到2001年时每日有52对客车和55对货车。
锦州-沈阳北区间在1997年每日有46对客车和58.5对货车，到2001年时每日有53对客车客车和49对货车。